# Lijst van voetbalinterlands Argentinië - Schotland
Deze lijst van voetbalinterlands is een overzicht van alle officiële voetbalwedstrijden tussen de nationale teams van Argentinië en Schotland. De landen speelden tot op heden vier keer tegen elkaar. De eerste ontmoeting, een vriendschappelijke wedstrijd, werd gespeeld in Buenos Aires op 18 juni 1977. Het laatste duel, eveneens een vriendschappelijke wedstrijd, vond plaats op 19 november 2008 in Glasgow.

## Wedstrijden
| № | Plaats       | Datum            | Competitie        | Wedstrijd              | Uitslag |
| - | ------------ | ---------------- | ----------------- | ---------------------- | ------- |
| 1 | Buenos Aires | 18 juni 1977     | Vriendschappelijk | Argentinië – Schotland | 1 – 1   |
| 2 | Glasgow      | 2 juni 1979      | Vriendschappelijk | Schotland – Argentinië | 1 – 3   |
| 3 | Glasgow      | 28 maart 1990    | Vriendschappelijk | Schotland – Argentinië | 1 – 0   |
| 4 | Glasgow      | 19 november 2008 | Vriendschappelijk | Schotland – Argentinië | 0 – 1   |

## Samenvatting
| Competitie        | Totaal gespeeld | Winst Argentinië | Gelijk | Winst Schotland | Doelsaldo Argentinië – Schotland |
| ----------------- | --------------- | ---------------- | ------ | --------------- | -------------------------------- |
| Vriendschappelijk | 4               | 2                | 1      | 1               | 5 − 3                            |
| Totaal            | 4               | 2                | 1      | 1               | 5 − 3                            |

Wedstrijden bepaald door strafschoppen worden, in lijn met de FIFA, als een gelijkspel gerekend.